# Semidalis boliviensis
Semidalis boliviensis är en insektsart som först beskrevs av Günther Enderlein 1905.  Semidalis boliviensis ingår i släktet Semidalis och familjen vaxsländor. Inga underarter finns listade i Catalogue of Life.